# ハリガネスゲ

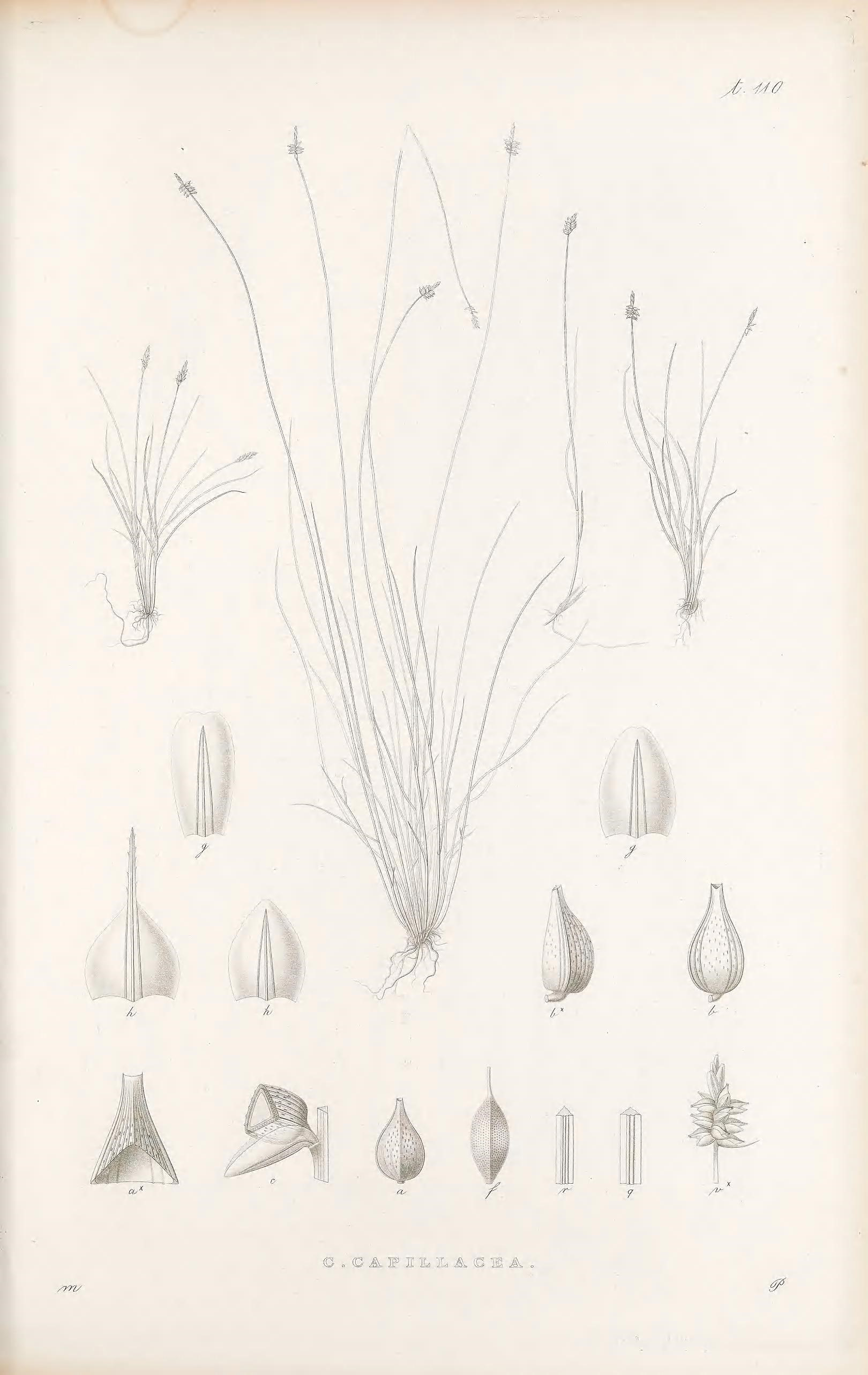
図版

ハリガネスゲ Carex capillacea bott var. capillacea は、カヤツリグサ科スゲ属の植物の1つ。小穂を1つしか持たないもので、マツバスゲに似ているがより小穂が短くて果胞は大きい。

## 特徴
まとまった株を作る多年生の草本。ただし根茎はやや横に伸びるので茎や葉は多少緩やかに纏まる。花茎は高さ10～30cm、葉は線形で幅0.5～1mm、長さは花茎の長さには達しない。
花期は4～６月。花茎は鈍い3稜形でざらつかない。小穂は単独に生じ、茎の先端に直立する。小穂は雄雌性で、先端部に細長い雄花部を生じ、その長さは3～６mmほど。その基部に雌花部があり、その部分は幅が広くて長さ3～６mm、幅５mmほどで5～10個の雌花がついている。雌花の鱗片は幅広い卵形で茶褐色をしており、先端は鈍く尖っている。果胞は広い卵形で長さ2.5～3mm、鱗片より僅かだけ長く、開出する。果胞はその縁近くに少数の太い脈があり、無毛で褐色の脂点があることが多く、また膨らんで果実を緩く包んでいる。先端に向けて次第に細くなり、短い嘴状になり、その先端の口は浅く窪んでいる。柱頭は3個。

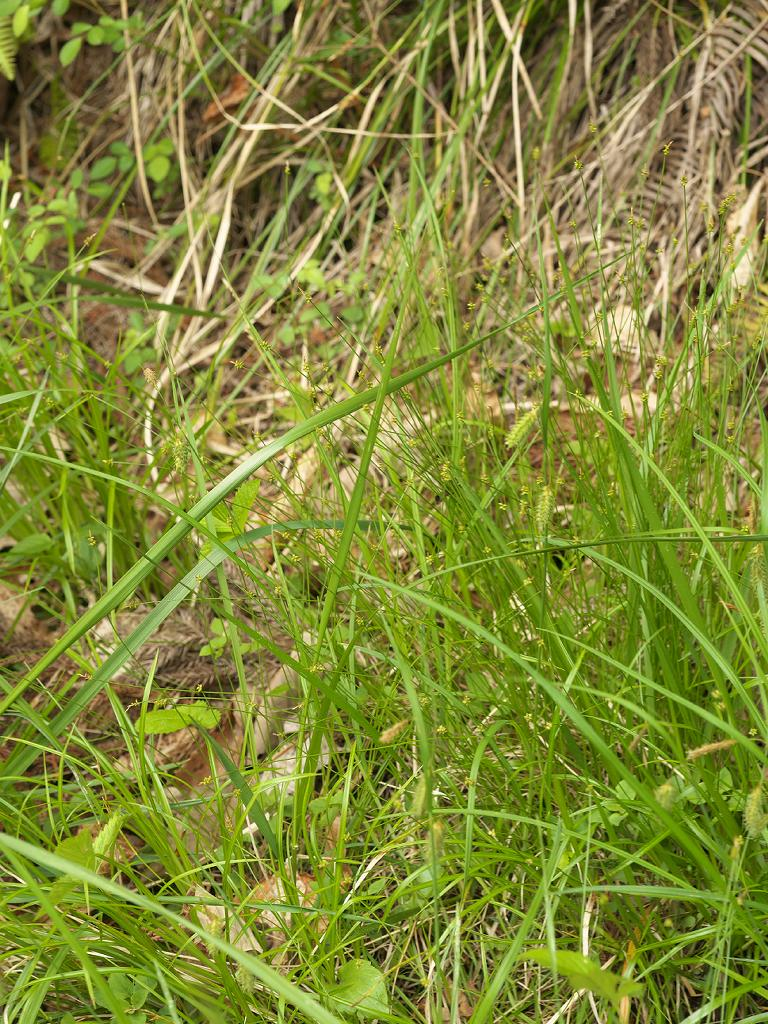
生えている様子
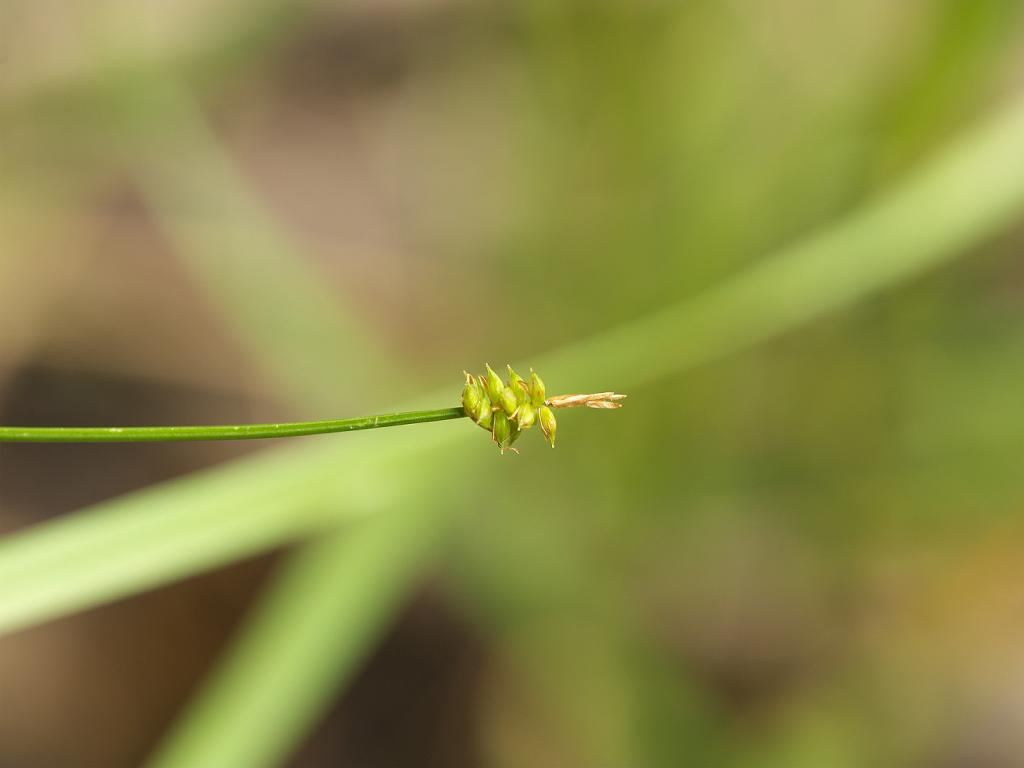
花茎の先端
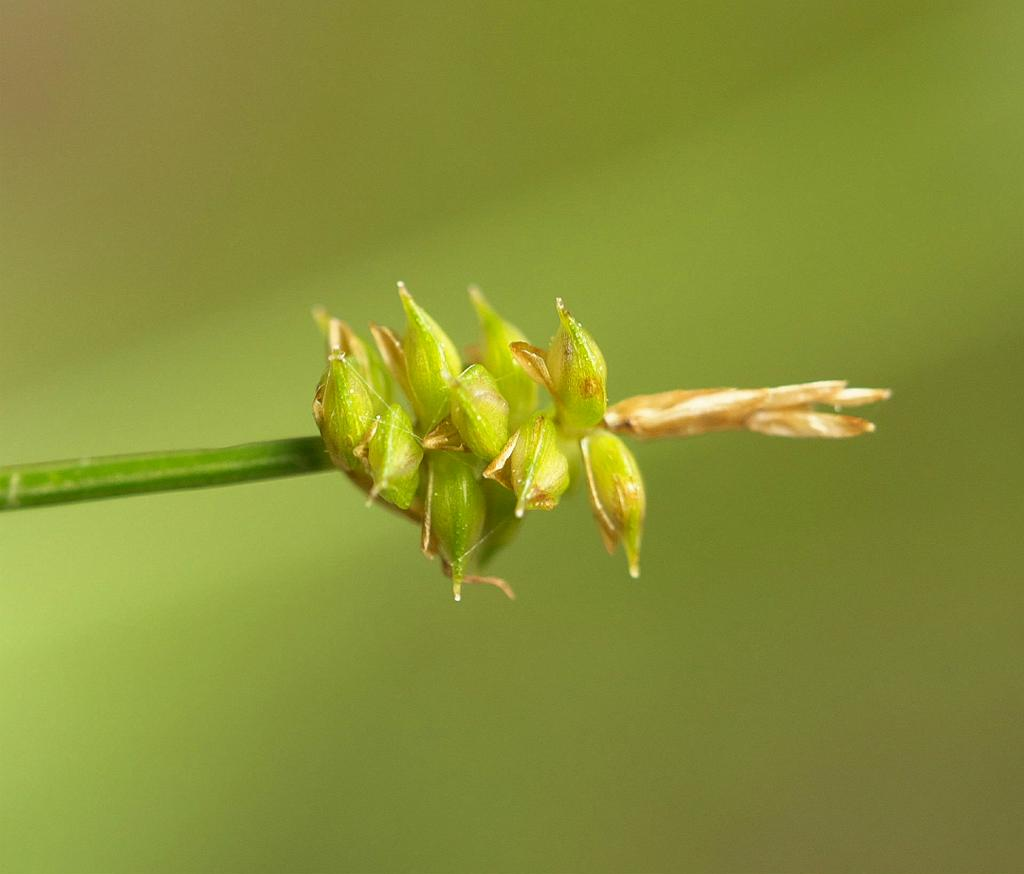
小穂の拡大像

## 分布と生育環境
日本では北海道、本州、九州から知られ、国外ではオーストラリア、インド、中国、朝鮮半島と広い分布域を持つ。これはこの種の属するハリスゲ節の種の内で最も広いものである。
低地から山地の湿った草地や林内に見られる。山地のシイ・カシ帯からブナ帯にかけての湿地に生育する。

## 分類・類似種など
本種は小穂が単独で雄雌性、果胞が卵形で柄はなく嘴は目立たず、成熟すると開出するといった特徴からハリスゲ節に含められる。
勝山(2015)ではこの節に10種が含められており、その中で本種は花茎がざらつかないこと、小穂の長さが10～20mmであること、果胞が果実を緩く包むこと、葉の幅が1～1.5mmと細く、基部の鞘が淡褐色であることなどで他の種と区別される。その中で本種と多くの特徴を共有するのはシモツケハリスゲ C. noguchii で、違いとしては葉幅が4mm程と(この類では)とても広くなる点、及び果実表面の微細構造が異なることであるが、花時には葉は伸び出しておらず、また果実表面の観察には走査電子顕微鏡が必要とのこと、野外での観察時には判断が難しい。ただしこの種は本州、それも栃木県でしか確認されていない。
より広く見られるもので本種に似ているものとしてはマツバスゲ C. biwensis がある。いずれも北海道から九州まで広く見られ、この類では小穂の長さが1cmに満たないものが多い中、1cm程度の小穂を持つ点も同じである。様々な違いはあるが、目につくのはマツバスゲの果胞が1.5～2mmしかないことで、そのためにマツバスゲの方が小穂が細長く、本種はより太短く見える。
より小さな小穂を付けるものの中でサトヤマハリスゲ C. ruralis は従来は本種に含まれていたもので、小柄であることや小穂が小さいこと、その口部に2歯があること、更に走査電子顕微鏡による果実表面の構造に違いが見つかったことなどから別種とされた。

### 下位分類
ミチノクハリスゲ var. sachalinensis は、基変種に較べて果胞が3～4mmとやや大きいもので、北海道と本州の中部以北に知られる。

## 保護の状況
環境省のレッドデータブックでは指定がないが、都府県別では千葉県、神奈川県、京都府で絶滅危惧II類、福井県、宮崎県、鹿児島県で準絶滅危惧に指定されており、東京都では絶滅したとされ、また愛媛県では情報不足となっている。京都府では一カ所の産地のみ知られ、それも近年は発見されていないとし、湿地の開発などによる環境変化が問題としている。